# Heřman VI. Bádenský
Heřman VI. Bádenský (1225? – 4. října 1250) byl bádenský a veronský markrabě v letech 1243 až 1250 a díky sňatku s Gertrudou Babenberskou krátce také rakouským a štýrským vévodou.

## Život
Náležel ke starému švábskému šlechtickému rodu Zähringenů a byl spřízněn se štaufskou i sálskou dynastií. Narodil se jako nejstarší syn Heřmana V. Bádenského a Irmengardy, dcery rýnského falckraběte Jindřicha. Po otcově smrti se Heřman stal roku 1243 dalším bádenským a veronským markrabětem a roku 1248 se oženil s vdovou po českém princi Vladislavovi, Gertrudou. Sňatek zprostředkoval Heřmanův strýc, bavorský vévoda Ota II., protože podle Privilegia minus byla Gertruda jednou z dědiček babenberských území. Z manželství se narodil syn Fridrich popravený roku 1268 v Neapoli společně s Konradinem a dcera Anežka.
Dne 14. září 1248 potvrdil papež Inocenc IV. Heřmana jako rakouského vévodu a o pár měsíců později, 31. ledna 1249, mu vzdorokrál Vilém Holandský udělil rakouské země v léno. Heřman zemřel mlád již roku 1250, objevili se i spekulace o jeho otrávení, a byl pohřben v klášteře Klosterneuburg.